# (25339) 1999 RE27
(25339) 1999 RE27 est un objet de la ceinture principale d'astéroïdes intérieure découvert en 1999.

## Description
(25339) 1999 RE27 a été découvert le 7 septembre 1999 à l'observatoire Magdalena Ridge, situé dans le comté de Socorro, au Nouveau-Mexique (États-Unis), par le projet Lincoln Near-Earth Asteroid Research (LINEAR).

### Caractéristiques orbitales
L'orbite de cet astéroïde est caractérisée par un demi-grand axe de 1,97 UA, un périhélie de 1,76 UA, une excentricité de 0,11 et une inclinaison de 23,13° par rapport à l'écliptique. Du fait de ces caractéristiques, à savoir un demi-grand axe inférieur à 2 UA et un périhélie supérieur à 1,666 UA, il est classé, selon la JPL Small-Body Database, objet de la ceinture principale d'astéroïdes intérieure.

### Caractéristiques physiques
(25339) 1999 RE27 a une magnitude absolue (H) de 15,5 et un albédo estimé à 0,110.